# Loxocera glabra
Loxocera glabra är en tvåvingeart som beskrevs av Verbeke 1956. Loxocera glabra ingår i släktet Loxocera och familjen rotflugor.
Artens utbredningsområde är Madagaskar. Inga underarter finns listade i Catalogue of Life.